# Dreifaltigkeitskirche (Antarktis)

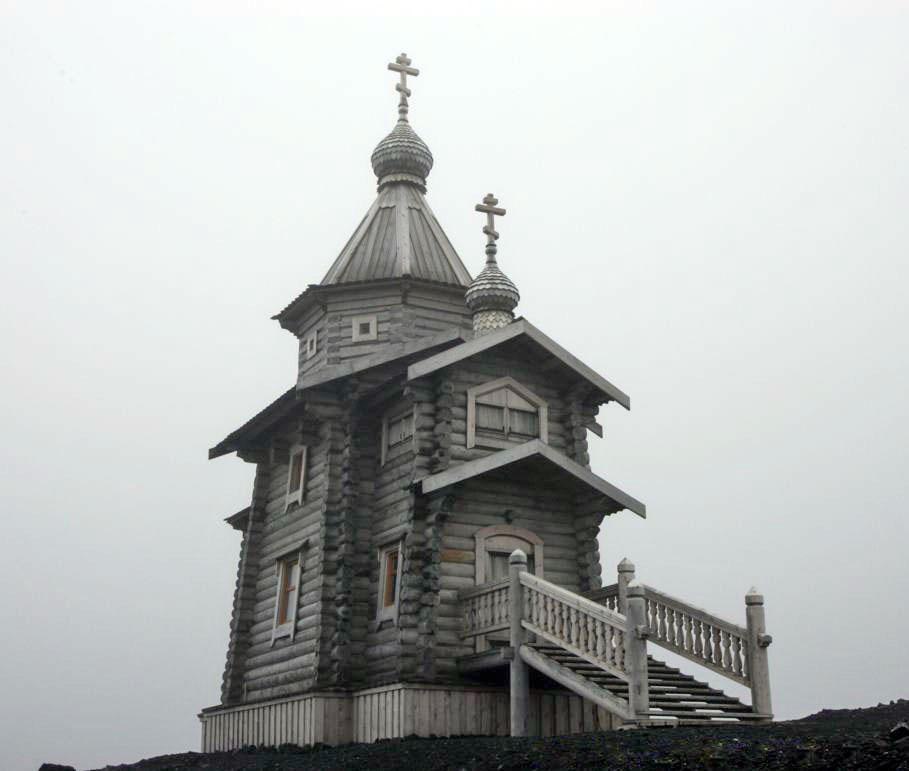
Dreifaltigkeitskirche in der Antarktis

Die Dreifaltigkeitskirche (russisch Церковь Святой Троицы) ist eine kleine russisch-orthodoxe Kirche auf King George Island, nahe der russischen Bellingshausen-Station in der Antarktis. Sie ist die erste orthodoxe Kirche in der Antarktis und damit das südlichste orthodoxe Gotteshaus der Welt.

## Geschichte

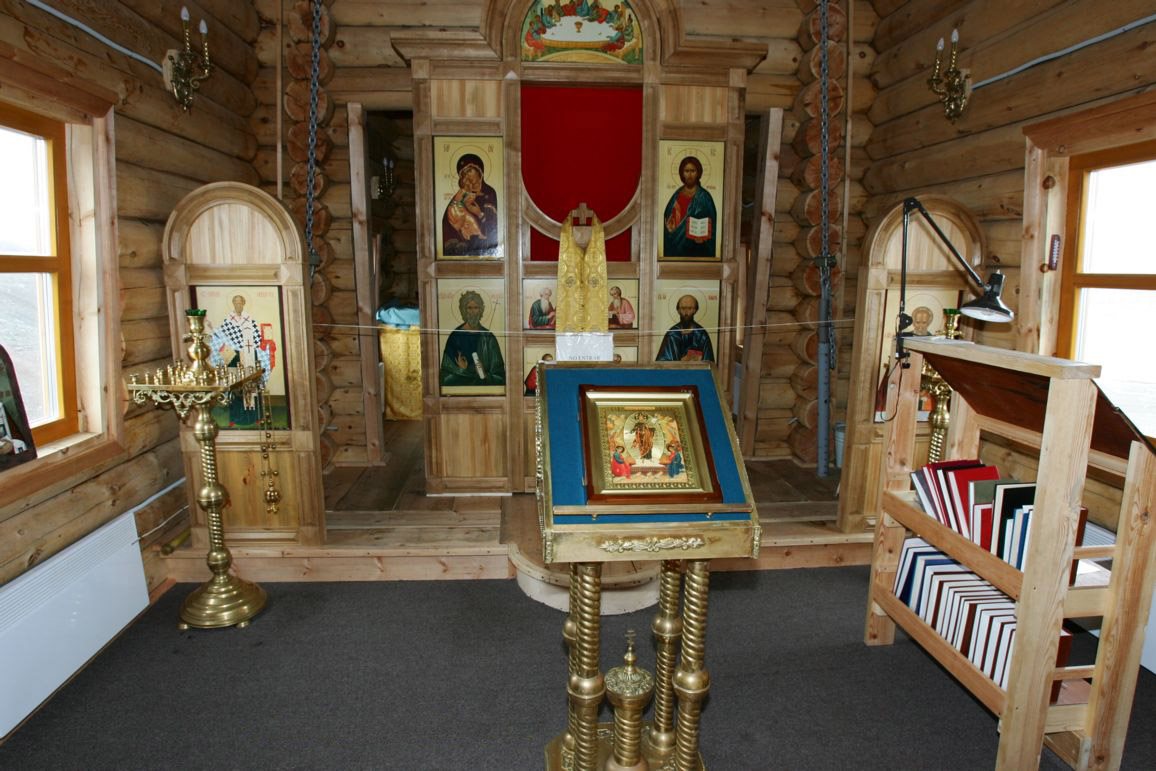
Im Inneren der Dreifaltigkeitskirche

Im Gegensatz zu anderen christlichen Glaubensrichtungen gab es vor dem Bau der Dreifaltigkeitskirche keine russisch-orthodoxe Kirche in der Antarktis. Auf Anregung von Patriarch Alexius II., der eigens die Initiative Ein Tempel für die Antarktis (russisch Храм - Антарктиде) ins Leben rief, gab es 2002 erste Überlegungen für einen Kirchenbau. Der gesamte Bau wurde mit Spenden finanziert und von dem Architekten Pjotr Anisiforow aus Barnaul, der sich mit seinem Konzept in einem Wettbewerb durchsetzte, realisiert. Die Kirche wurde vollständig in Russland gebaut und erst ein Jahr nach Fertigstellung zerlegt und von Kaliningrad aus mit dem Schiff Akademik Sergey Vavilov in die Antarktis gebracht und dort wieder zusammengesetzt. Die Polarforscher der nahen Station und einige Priester halfen beim Aufbau. Am 15. Februar 2004 wurde die Kirche vom Abt des Dreifaltigkeitsklosters von Sergijew Possad und von Sergiev Posad Feognost, dem Bischof von Sergijew Possad, in einer feierlichen Zeremonie geweiht. Die Kirche ist das ganze Jahr von einem Popen besetzt, und es finden regelmäßig Messen und sogar kirchliche Trauungen statt. Mit dem Bau des Gotteshauses wollte die Orthodoxe Kirche zeigen, dass sie auch in der Antarktis für ihre Anhänger sorgt.

## Konstruktion
Koordinaten: 62° 11′ 47″ S, 58° 57′ 33″ W
Baubeginn war Anfang 2003 im Altai-Gebirge. Die Kirche wurde vollständig aus Zirben- und Lärchenholz in Gorno-Altaisk (Sibirien) von altaischen Handwerksmeistern angefertigt. Fertiggestellt wurde die Kirche bereits im Juni 2003. Sie ist 15 m hoch und wurde im traditionellen russischen Stil mit Zwiebelturm erbaut. Die Malereien im Inneren des Baus wurden von Künstlern aus Palech hergestellt. Auf Stahl und sonstige Metalle wurde wegen der widrigen Bedingungen verzichtet. Der Bauplatz in der Antarktis wurde so ausgewählt, dass die Kirche das erste Objekt ist, das Touristen und Neuankömmlinge, die von Feuerland in die Antarktis aufbrechen, bereits 30 km vor der Küste sehen können.